# LTE (telefonia)
Nelle telecomunicazioni, il termine LTE, sigla di Long Term Evolution, indica l'evoluzione degli standard di telefonia mobile cellulare GSM/UMTS, CDMA2000 e TD-SCDMA. Nasce come nuova generazione per i sistemi di accesso mobile a banda larga (Broadband Wireless Access).  LTE è il nome tecnico dello standard utilizzato a livello mondiale per il 4G, e la sua evoluzione è il LTE ADVANCED (4.5G). 
Con l'intento di porre fine alla confusione tra l'utilizzo in marketing del termine 4G e la vera classificazione come 4G, l'ITU ha deciso di applicare il termine 4G all’LTE.

## Descrizione
Paesi con tecnologia LTE commerciale attiva
     Paesi con tecnologia LTE in attivazione o pianificata
     Paesi con tecnologia LTE in prova (pre-impegno)

La standardizzazione dell'LTE è stata completata dal 3GPP all'inizio del 2008.
L'obiettivo dell'LTE è quello di promuovere l'uso della banda larga in mobilità, sfruttando l'esperienza e gli investimenti effettuati per le reti 3G e anticipando i tempi rispetto alla disponibilità degli standard di quarta generazione 4G il cui obiettivo è quello di raggiungere velocità di connessione wireless anche superiori a 1 Gbit/s.
HSPA ed LTE sono forti antagonisti del WiMAX e delle sue evoluzioni; la disponibilità su larga scala di HSPA e di LTE nei principali agglomerati urbani hanno ridotto le prospettive di successo del WiMAX, soprattutto come applicazione in ambito Internet e banda larga mobile.
Molti operatori CDMA2000 stanno pensando di passare allo standard LTE non appena gli apparati saranno disponibili, abbandonando così il CDMA, il cui successo è ormai sempre più limitato, rendendo molto più vicina la possibilità di realizzare uno standard per le comunicazioni mobili veramente mondiale.

### Standard e frequenze
LTE può funzionare su diverse bande di frequenza. In particolar modo nella UE verranno utilizzate le seguenti bande:
- banda di frequenza 800 MHz (una volta liberate le frequenze televisive da 794 MHz a 858 MHz, gli attuali canali dal 61 al 69, con l'avvento del digitale terrestre, in Italia dal 2013),
- banda di frequenza 850 MHz (una volta completato il refarming dello spettro, verrà liberato dal GSM),
- banda di frequenza 1800 MHz (una volta liberati alcuni dei canali attualmente usati dal GSM),
- banda di frequenza 1900 MHz,
- banda di frequenza 2100 MHz,
- banda di frequenza 2600 MHz (frequenze già libere in alcune zone ma utilizzate dai Ministeri della Difesa e dai radar in altre zone).

Come specificato, la banda di frequenza 800 MHz è derivata dagli ex canali televisivi UHF 61-69 (che occupavano la banda da 790 a 862 MHz), liberatisi al passaggio al digitale terrestre di tutti gli stati membri europei. Tali frequenze sono collettivamente chiamate dividendo digitale (da non confondersi con il divario digitale).
Sono suddivise in canali di 5 MHz ciascuno, di cui: 6 blocchi (o canali) nella banda da 791 a 821 MHz per il download e altri 6 blocchi nelle frequenze da 832 a 862 MHz per l'upload. Le due bande sono distanziate da una banda "di transizione" da 11 MHz nelle frequenze da 821 a 832 MHz, detta di duplex gap dove si trasmette sia in download che in upload.
Per l'utilizzo della banda a 850 MHz e 1800 MHz si procederà invece al cosiddetto "refarming" dello spettro radio, ovvero verranno liberati dei canali attualmente utilizzati in tecnologia GSM (2G) per fare posto alle tecnologie 3G e 4G (HSPA+ e LTE). In città e nelle aree urbane saranno usate bande di frequenza più elevate (si parla dei 2,6 GHz in UE).

### Caratteristiche
LTE è parte integrante dello standard UMTS, ma prevede numerose modifiche e migliorie fra cui:
- utilizzo della modulazione OFDM per il downlink e Single-Carrier FDMA per l'uplink (al posto del W-CDMA dell'UMTS);
- efficienza spettrale (ovvero numero di bit al secondo trasmessi per ogni hertz della portante) 3 volte superiore alla più evoluta versione dell'UMTS, ovvero l'HSPA;
- velocità di trasferimento dati in scaricamento fino a 326,4 Mbit/s;
- velocità di trasferimento dati in caricamento fino a 86,4 Mbit/s;
- velocità di trasferimento dati al bordo della cella da 2 a 3 volte superiori all'UMTS/HSPA
- RTT (Round Trip Time) inferiore ai 10 ms (contro i 70 ms dell'HSPA e i 200 ms dell'UMTS);
- utilizzo di un minimo di 1,25 MHz e un massimo di 20 MHz di banda per ciascun utente con ampia flessibilità (contro i 5 MHz fissi del W-CDMA);
- applicabilità flessibile a diverse bande di frequenza, incluse quelle del GSM, dell'UMTS-WCDMA e di nuove bande a 2,6 GHz, e con possibilità di aggiungere nuove bande nel tempo a seconda delle necessità.
- Ottimo supporto in mobilità. Sono state registrate elevate prestazioni fino a 350 km/h, o addirittura sino ai 500 km/h, a seconda della banda di frequenza usata.

A differenza dell'HSPA e dell'HSPA Evolution, che utilizzano la stessa copertura radio della rete UMTS, nel caso dell'LTE è necessario predisporre una copertura radio dedicata, realizzando di fatto una nuova rete aggiuntiva a quella dell'UMTS, o di qualsiasi altro sistema di accesso cellulare, come il GSM, il CDMA2000 e così via.
Questa tecnologia venne prodotta in varie categorie, le quali identificano le prestazioni della tecnologia.

### Confronto con le tecnologie precedenti
Pur utilizzando una diversa forma di interfaccia radio, OFDMA/SC-FDMA invece di CDMA, ci sono molte similitudini con le precedenti forme di architettura 3G.
|                                  | WCDMA (UMTS) | HSPA       | HSPA+     | LTE             | LTE Advanced           |
| -------------------------------- | ------------ | ---------- | --------- | --------------- | ---------------------- |
| Velocità massima in scaricamento | 384 kbit/s   | 14 Mbit/s  | 42 Mbit/s | 326,4 Mbit/s    | 3,3 Gbit/s             |
| Velocità massima in caricamento  | 128 kbit/s   | 5,7 Mbit/s | 11 Mbit/s | 86,4 Mbit/s     | 500 Mbit/s             |
| Latenza (espressa in ms)         | 150          | 100        | 50        | ~ 10            | Sconosciuto            |
| Versione 3GPP                    | Rel 99/4     | Rel 5/6    | Rel 7     | Rel 8           | Rel 10                 |
| Metodologia                      | CDMA         | CDMA       | CDMA      | OFDMA / SC-FDMA | OFDMA Ibrido / SC-FDMA |

Inoltre la rete LTE è interamente basata sul protocollo IP e supporta sia IPv4 sia IPv6.

### Tecnologie introdotte da LTE
LTE sfrutta tre nuove tecnologie che gli permettono di avere una maggiore efficienza spettrale:
1. OFDM (Orthogonal Frequency-Division Multiplexing): la tecnologia OFDM permette di ottenere elevati data rate pur mantenendo un alto livello di robustezza nei confronti delle interferenze. I sistemi di accesso variano tra Downlink e Uplink. Nel primo caso si ricorre all'OFDMA; nel secondo caso si utilizza l'SC-FDMA che consente di avere un rapporto picco/potenza media di dimensioni ridotte che porta ad avere un'alta efficienza di potenza RF nei telefoni cellulari (un fattore molto importante perché si ripercuote sulla durata della batteria).
2. MIMO (Multiple-Input Multiple-Output): uno dei problemi principali dei sistemi di telecomunicazioni precedenti è relativo ai cammini multipli, dovuto alla presenza di palazzi o oggetti che provocano la riflessione dei segnali (multipath fading). Il MIMO permette di trarre giovamento da questa situazione, andando a combinare tra loro i vari segnali ricevuti. Quando si usa il MIMO è necessario utilizzare più antenne per permettere di distinguere i segnali che provengono da percorsi diversi. Mentre è facile aggiungere antenne dal lato delle stazioni radio base, lo stesso non si può dire dal lato del terminale dove le dimensioni limitano il numero di antenne che è possibile installare.
3. SAE (System Architecture Evolution): molte funzioni, precedentemente gestite dalla core network, sono state trasferite verso la periferia della rete. Questo conferisce alla rete una forma "piatta" che consente di ridurre notevolmente i tempi di latenza.

## Sperimentazione e commercializzazione
- In Libano nel 2011 Touch ha avviato la costruzione di 50 siti che offriranno connettività 4G/LTE a 173 Mbit/s[4]. Nel maggio del 2013 in Libano Alfa e Touch hanno lanciato lo LTE in aree limitate di Beirut[5].
- NTT docomo commercializza la connessione dal 2009 in Giappone[6].
- Dal 15 dicembre 2009 TeliaSonera commercializza delle offerte che utilizzano le apparecchiature LTE nei paesi scandinavi (le capitali di Svezia e Norvegia per cominciare, con le estensioni ad altre aree densamente popolate dei paesi dell'Europa settentrionale dall'inizio del 2010). Per la parte tecnica di supporto all'ultima tecnologia di 3ª generazione, TeliaSonera si è affidata a Ericsson (Stoccolma) e Huawei (Oslo), mentre i dispositivi di ricezione (su chiave USB) sono forniti da Samsung. Alcuni test di velocità hanno dimostrato prestazioni reali abbastanza elevate, intorno ai 20 Mbit/s in scaricamento e 4 Mbit/s in caricamento[7].
- Nel febbraio 2010 la compagnia svizzera Swisscom annunciò[8] che nell'aprile 2010 avrebbe cominciato approfonditi test con il sistema di telefonia mobile di quarta generazione LTE. Dal mese di aprile 2010 Swisscom ha proceduto dapprima con dei test in laboratorio e, successivamente, a una prova sul campo. Dopo aver ultimato la serie di test nell'autunno 2010, lo standard LTE è stato integrato nella rete di telefonia mobile dal 2011.
- Vodafone comunica di aver concluso i test LTE di laboratorio in molti stati europei dove è presente nel 2010 e dal 2012 offre LTE in alcuni mercati dove è presente (Germania, Portogallo e altri).
- In Austria la compagnia A1, membro di Telekom Austria Group, dall'estate 2011 offre connessione LTE fino a 150 Mbit/s in scaricamento e 75 Mbit/s in caricamento, il tutto però con un tetto massimo di dati trasmessi pari a 40 GB/mese.
- Nel corso del 2012 la compagnia russa Yota ha completato il passaggio dalla tecnologia WiMAX alla tecnologia LTE, con velocità fino a 20 Mbit/s. La compagnia copre Mosca, San Pietroburgo, Krasnodar, Soči, Ufa, Samara, Novosibirsk e Vladivostok.
- A primavera 2013 la compagnia irachena Regional Telecom ha lanciato[9] il sistema "FastLink", basato su tecnologia LTE di Alcatel-Lucent, con copertura su tre città nella regione del Kurdistan iracheno.